# 北埃馬湖
50°4′28.47″N 8°59′47.96″E / 50.0745750°N 8.9966556°E

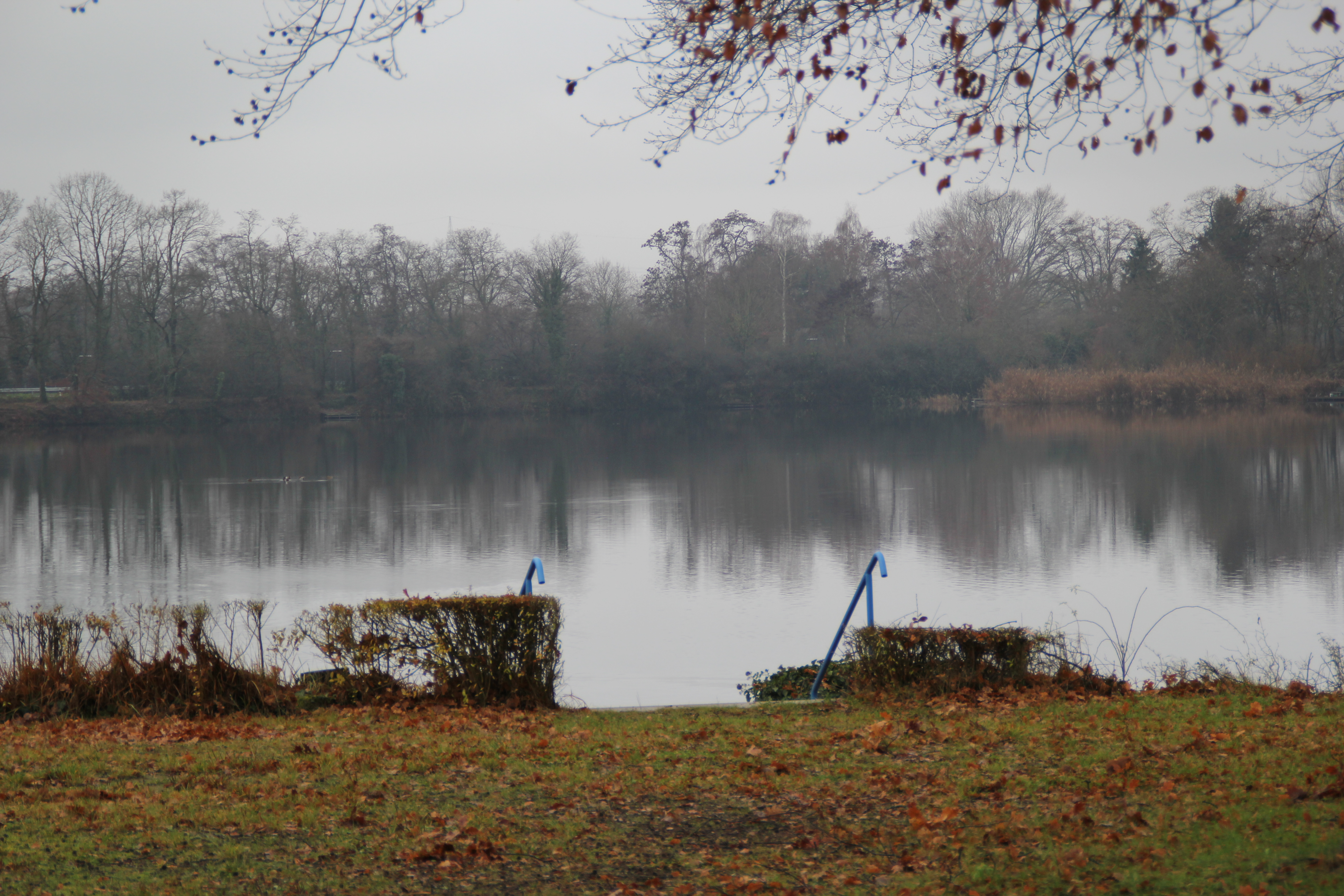

北埃馬湖（德語：Emma-Nord），是德國的湖泊，位於該國東南部，由巴伐利亞州負責管轄，處於阿沙芬堡縣，長0.4公里、寬0.1公里，面積0.06平方公里，最大水深11.4米。